# Cantón de Saint-Géry
El cantón de Saint-Géry era una división administrativa francesa, que estaba situada en el departamento de Lot y la región de Mediodía-Pirineos.

## Composición
El cantón estaba formado por nueve comunas:
- Berganty
- Bouziès
- Cours
- Crégols
- Esclauzels
- Saint-Cirq-Lapopie
- Saint-Géry
- Tour-de-Faure
- Vers

## Supresión del cantón de Saint-Géry
En aplicación del Decreto n.º 2014-154 de 13 de febrero de 2014, el cantón de Saint-Géry fue suprimido el 22 de marzo de 2015 y sus 9 comunas pasaron a formar parte; siete del nuevo cantón de Meseta y Valles y dos del nuevo cantón de Cahors-2.